# Метрополитен Лагоса
Метрополитен Лагоса — система метро города Лагос, крупнейшего города Нигерии и Африки. Метрополитен находится в ведении Транспортного управления столичного региона Лагоса (LAMATA), после завершения строительства будет состоять из семи линий. LAMATA является органом надзора и планирования системы.

## История
История метро восходит к 1980-м годам, когда губернатор Алахджи Латефф Джаканде предложил создать метро в Лагосе во время Второй Нигерийской республики. Первоначальный проект Metroline был прекращен Мухаммадом Бухари в 1985 году. Это привело к убыткам в размере более 78 миллионов долларов. Идея пригородного железнодорожного сообщения была возрождена губернатором штата Лагос Бола Тинубу в начале 2000-х годов. Официальный запуск проекта состоялся в декабре 2003 года. Начальная стоимостью 135 миллионов евро было частью более крупной программы городского транспорта, которую должно было курировать недавно созданное транспортное управление столичного района Лагоса (LAMATA). Первоначально это ведомство сосредоточилось на разработке системы скоростного автобусного сообщения. В 2008 году компания LAMATA приступила к разработке железнодорожного проекта. При этом основное внимание уделялось двум линиям — красной и синей. В августе 2018 года было объявлено, что железнодорожная система должна была введена в эксплуатацию в 2022 году.

## Основные события
- 2008 год: в Лагосе начинается разработка плана по строительству метро, которое должно быть введено в эксплуатацию в 2011 году.
- 2009 год: начались работы по строительству железнодорожной инфраструктуры Синей линии, контракт на проектирование и строительство которой был передан Китайской корпорации гражданского строительства (CCECC).
- 2016: Первая очередь (Синяя линия от «Марины» до «2-й мили») запланирована к открытию в декабре 2016 года.
- 2018: После проверки проекта компанией Alstom открытие первой очереди перенесено на 2021 год.
- 2021: CCECC начинает строительство Красной линии[7].
- январь 2022 года: Транспортное управление столичного округа Лагос закупает два поезда Talgo 8.
- 24 января 2023 года президент Мухаммаду Бухари торжественно открыл первую очередь[8].
- 4 сентября 2023 года губернатор Бабаджиде Санво-Олу официально открыл для общественного пользования «Синюю ветку».[9]
- В начале 2024 года было объявлено, что за первые четыре месяца система метро перевезла 583 тыс. пассажиров. Это сделало её крупнейшим поставщиком железнодорожных услуг в Африке[10][11].
- 14 февраля 2024 года губернатор Бабаджиде Санво-Олу объявил, что «Красная линия» между Агбадо и Ойингбо будет открыта 29 февраля 2024 года в присутствии президента Нигерии Бола Тинубу[12].
- 15 октября 2024 года первый участок Красной линии был открыт для пассажиров.